# Michel Feugère (archéologue)
Pour les articles homonymes, voir Michel Feugère.
Michel Feugère, né le 3 juillet 1955 à Roanne, est un archéologue français spécialisé dans le domaine des objets (l’« instrumentum » dit aussi « petit mobilier »).

## Biographie
Michel Feugère fait ses études à Lyon d'abord en littérature puis en histoire de l'art et archéologie. Il soutient en 1981 à l’université d'Aix sous la direction de Christian Goudineau, une thèse consacrée aux fibules de la Gaule. 
En 1982, il est recruté comme chercheur au CNRS, au laboratoire d’Aix puis à celui de Montpellier (UMR 5140). De 2002 à 2005, il participe à des missions en Turquie (notamment sur le site de Zeugma). De 2007 à 2008, il dirige à Lattes l'équipe d’antiquisants TPC (Techniques - Productions - Consommations) qui réunit des chercheurs et doctorants se consacrant à l’artisanat de l’os, de la céramique, des métaux, aux techniques de production (par exemple : les fours de potiers, le façonnage des tuyaux gallo-romains) et aux échanges locaux ou méditerranéens. Ses travaux sur l’« instrumentum » l’ont amené à s’intéresser à des fragments d’écriture qui sont parfois portés par les petits objets : souvent délaissés par l’épigraphie, ils constituent pourtant une source essentielle alimentée par les nombreuses fouilles en France. Parallèlement, Michel Feugère a conduit des travaux sur la numismatique méridionale : il est avec Michel Py l'auteur d'un corpus raisonné du monnayage protohistorique et antique du sud de la Gaule, publié en 2011.
L’approche archéologique des objets se fondant d’une part sur les techniques d’obtention et l’étude des rebuts, d’autre part sur la notion de série où un objet, souvent lacunaire ou variable est complété par les autres, enfin sur la cartographie des découvertes, Michel Feugère s’est très tôt investi dans la constitution de bases de données, outils indispensables au professionnalisme. Il est ainsi cofondateur en 1995 de la revue et association européenne Instrumentum*. Au sein de son laboratoire CNRS, il met au point le répertoire DICOBJ, puis la base publique commune Artefacts. En 2013, Michel Feugère quitte le laboratoire de Lattes et intégre l'unité mixte CNRS UMR 5138 ArAr, « Archéologie et Archéométrie» de la Maison de l'Orient (MOM) à Lyon, où il dirige l'équipe « Instrumentum archéologique ».
Deux volumes de mélanges lui ont été offerts en 2021 par un groupe de chercheurs français et étrangers (sous la direction de C. Leger, S. Raux, Des objets et des hommes. Études offertes à Michel Feugère (Monographies Instrumentum, 71), Editions Mergoil, Drémil-Lafage 2021).

## Hommages
Des objets et des hommes. Études offertes à Michel Feugère (Monographies Instrumentum, 71), Editions Mergoil, Drémil-Lafage 2021.  

## Publications

### Ouvrages
- Les fibules en Gaule méridionale, de la Conquête à la fin du Ve s. ap. J.-C., Paris, CNRS, supplément RAN, 1985, 509 p.
- Le verre préromain en Europe occidentale, Éditions Monique Mergoil, Montagnac, 1989
- Casques antiques. Les visages de la guerre de Mycènes à l'Antiquité tardive. Éditions Errance, Paris, 1994
- Les Bronzes antiques du musée de l’Ephèbe, coécrit avec Odile Bérard-Azzouz, Collections sous-marines, Éditions Musée d'Agde, 1997
- Dominique Cardon, Archéologie des textiles, des origines au Ve siècle, dir. Michel Feugère, Actes du colloque de Lattes, octobre 1999 (Monogr. Instrum. 14), Montagnac, 2000
- Weapons of the Romans, Éditions Tempus, Londres, 2002
- Le tournage, des origines à l'an Mil, dir. avec Jean-Claude Gérold, Actes du colloque Instrumentum de Niederbronn, octobre 2003, Montagnac, 2004, 238 p.
- Statues et statuettes en bronze de Cilicie, coécrit avec Ergün Laflı (B.A.R., S-1584), Éditions Archaeopress, Oxford, 2007
- Dictionnaire des monnaies découvertes en Gaule méditerranéenne (530 - 278 avant notre ère), coécrit avec Michel Py, Éditions Monique Mergoil / Bibliothèque nationale de France, Montagnac, 2011, 719 p.
- Zeugma V. Les objets, préface de Catherine Abadie-Reynal, coécrit avec Nadine Dieudonné-Glad et Mehmet Önal, Travaux de la Maison de l’Orient, 64, Lyon, 2013, 439 p., 86 pl.
- Actualité de la recherche sur les mobiliers non céramiques de l'Antiquité et du haut Moyen Âge, dir. Stéphanie Raux, Isabelle Bertrand et Michel Feugère, Actes de la table-ronde européenne Instrumentum, Lyon (F, Rhône), 18-20 octobre 2012 (Monogr. Instrumentum, 51) Montagnac / Chauvigny, 2015.
- Protocoles d'étude des objets archéologiques (éd. Mergoil), Toulouse 2018.

### Articles
- Epées miniatures à fourreau en os, d'époque romaine, coécrit avec Jean-Claude Béal, Germania 65, 1987 (1), 89-105.
- Petits mobiliers : faciès et comparaisons, dans Michel Py dir., Fouilles dans la ville antique de Lattes. Les îlots 1, 3 et 4-nord du quartier Saint-Sauveur (Lattara, 3), Lattes, ARALO, 1990, 357-375.
- L'évolution du mobilier non céramique dans les sépultures antiques de Gaule méridionale (IIe s. av. J.-C. - début Ve s. ap. J.-C.), dans M. Struck (dir.), Römerzeitliche Gräber als Quellen zu Religion, Bevölkerungsstruktur und Sozialgeschichte (Int. Fachkonferenz 1991), Arch. Schr. des Instituts für Vor- und Frühgeschichte der Johannes Gutenberg-Universität Mainz, 3, Mayence, 1993, 119-165.
- Le corail à l’époque romaine, dans Jean-Paul Morel et Cecilia Rondi Costanzo, Daniela Ugolini dir., Corallo di ieri, corallo di oggi, Atti del Convegno di Ravello, 1996, Bari, 2000, p. 205-210.
- L'écriture dans la société gallo-romaine, coécrit avec Pierre-Yves Lambert, dossier réuni dans Gallia 61, 2004
- Oralité et autorité en Gaule préromaine, d'après les monnaies gauloises méridionales, dans Pierre-Marie Guihard, D. Hollard dir., De nummis gallicis. Mélanges de numismatique celtique offerts à Louis-Pol Delestrée, Rech. et Trav. SENA, 5, Paris, 2013, 43-47, pl. 6.
- Technologies, artefacts et histoire, dans Laurent Callegarin et Alexis Gorgues dir., Les transferts de technologie au premier millénaire av. J.-C. dans le Sud-ouest de l'Europe (Dossier). Mél. Casa Velázquez, NS, 43 (1), 2013, 199-205.
- Bases de données en archéologie : de la révolution informatique au changement de paradigme, Cahiers philosophiques n°141, 2015, 139-147.